# 김보규
김보규(1981년 8월 26일 ~ )는 대한민국의 개그맨 겸 가수로 MC캉캉이라는 예명으로도 활동하고있다.

## 학력
- 부산예술대학 이벤트연출과

## 출연작

### 방송
- 코미디 X-1  (tvN, 2007년)
- 개그공화국 (MBN, 2011년)
- YTN 스타뉴스 (YTN, 2011년)
- 재미있는 스타특강쇼 (tvN, 2011년)
- 코리아 갓 탤런트 (tvN, 2011년)
- 코미디에 빠지다  (MBC, 2012년)
- 매직콘서트 이것이 마술이다 (MBC, 2012년)
- Mnet 위키드

### 뮤직비디오
- 토니안 - Top Star
- 1등할녀석들 - 핫하게